# Disulfoton
Le disulfoton est un acaricide organophosphoré.

## Réglementation
L'utilisation de disulfoton n'est pas autorisée en France.

## Toxicité
Le disulfoton est un produit extrêmement toxique. La DL50 orale pour le rat est comprise entre 2 et 12 mg/kg.

## Historique
Le disulfoton est un produit de la société Bayer. En 1972, la production a atteint environ 2 500 tonnes par an dans l'usine Chemagro de Kansas City.
Les autorisations de mise sur marché ont été annulées aux États-Unis le 31 décembre 2009.
En 2011, la société Bayer a annoncé l'arrêt de la vente de ce produit, du fait de sa dangerosité. Le produit ne serait plus fabriqué dans le monde .